# Microhyla darevskii
Microhyla darevskii é uma espécie de anfíbio anuro da família Microhylidae. Está presente no Vietname. A UICN classificou-a como deficiente de dados.